# Crematogaster bison
Crematogaster bison är en myrart som beskrevs av Auguste-Henri Forel 1913. Crematogaster bison ingår i släktet Crematogaster och familjen myror. Inga underarter finns listade i Catalogue of Life.